# Monumentul evreilor uciși în Al Doilea Război Mondial din Cămărașu

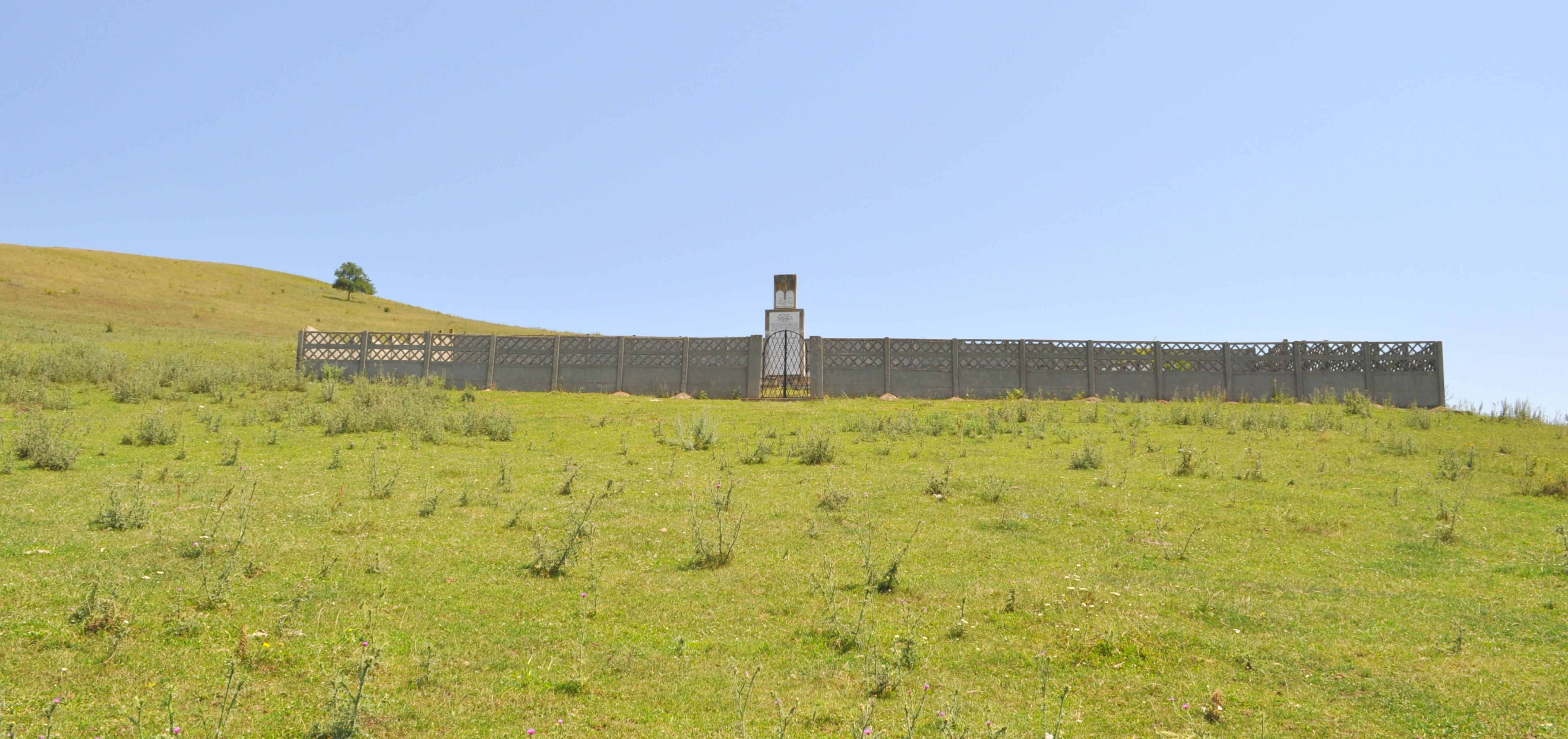
Monumentul evreilor uciși în al doilea război mondial, de lângă Cămărașu, județul Cluj, foto: iulie 2011.

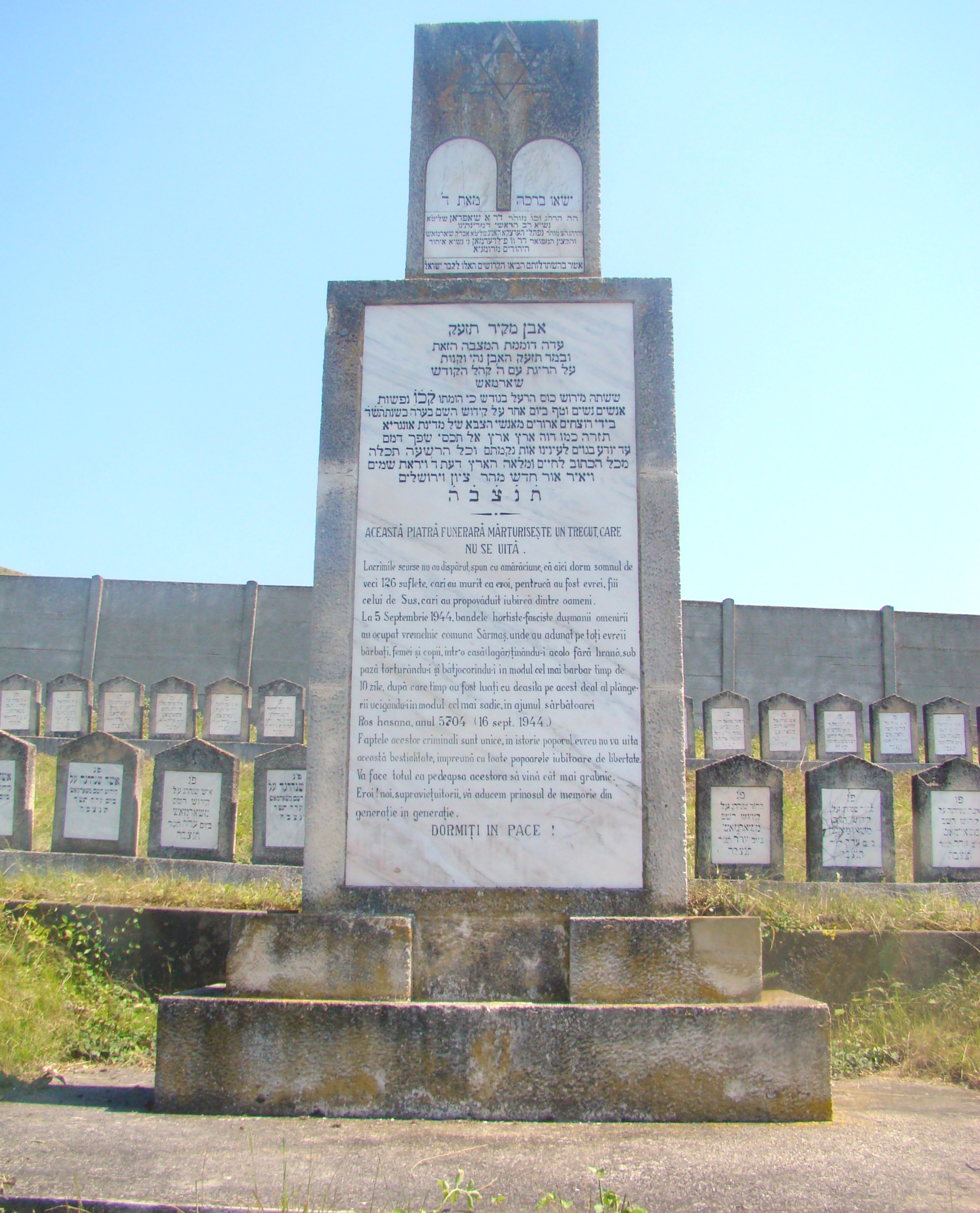
Monumentul evreilor uciși în al doilea război mondial, de lângă Cămărașu, județul Cluj, foto: iulie 2011.

Monumentul evreilor uciși în al doilea război mondial se află la marginea localității Cămărașu, județul Cluj. Este monument istoric, cod LMI CJ-IV-m-B-07857.

## Galerie de imagini

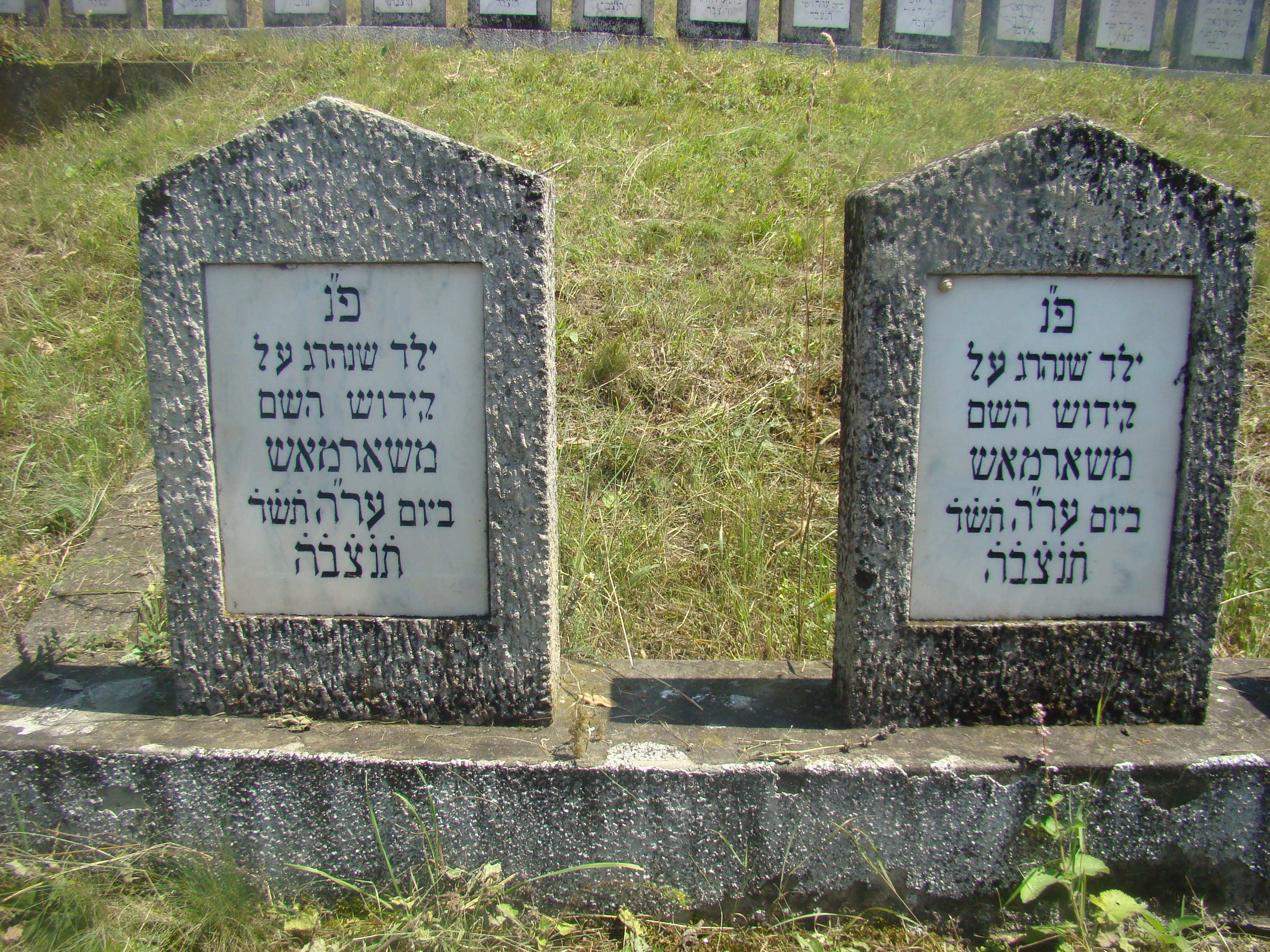
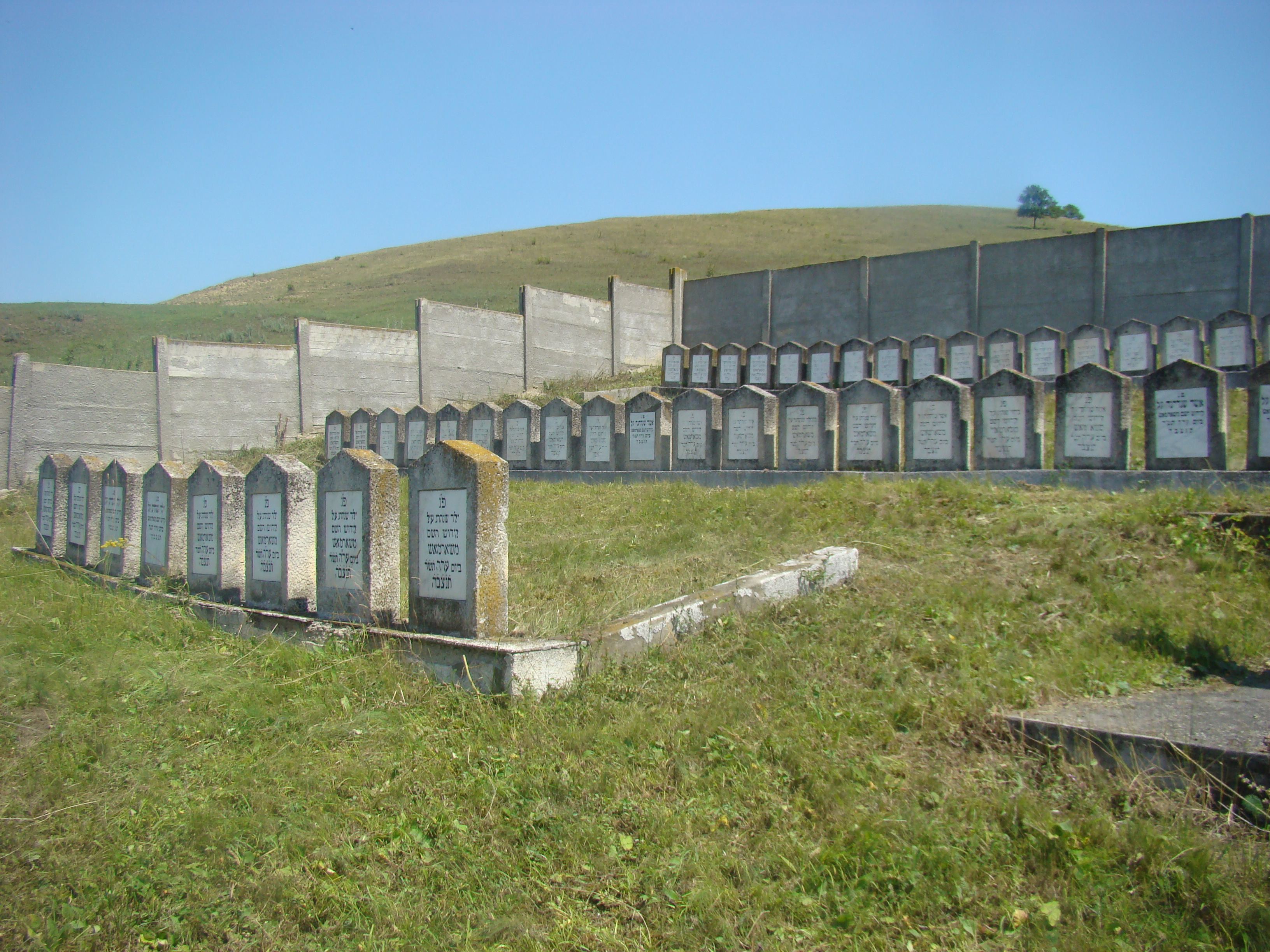